# Brian Henton
Brian Henton (Castle Donington, 19 settembre 1946) è un pilota automobilistico britannico che ha partecipato anche alle competizioni di Formula 1.
Dopo una breve ma fortunata carriera nelle formule minori britanniche ottiene un volante di Formula 1 nella stagione 1975. Con la Lotus partecipa a tre Gran Premi, senza ottenere risultati di rilievo.
Nel 1976, non potendo avere una vettura competitiva per la Formula 2 decide di non correre. L'anno successivo viene ingaggiato dal team British American Racing che gestisce una March. In quattro Gran Premi ottiene solo un decimo posto nel gran premio di Long Beach e tre non qualificazioni. Termina la stagione con la Boro (squalificato in Olanda e non qualificato in Italia). Nel 1978 proverà la Surtees di Keegan durante le prove del gran premio d'Austria, ma senza risultare come ufficialmente iscritto.
Tra il 1978 e il 1980 corre in Formula 2, chiudendo questa stagione presso l'autodromo di Pergusa, con il 2º posto al Gran Premio di Enna. Diventò vicecampione europeo nel 1979 e campione nel 1980 con la Toleman, proprio ad Enna. Nel 1981 la Toleman decide di passare alla Formula 1 mantenendo Henton come pilota. L'annata sarà disastrosa. Su 12 tentativi Henton arriverà solo una volta decimo. Per ben 10 volte non si qualificherà e per una nemmeno si prequalificherà.
Nel 1982 viene iscritto a tre Gran Premi con l'Arrows (non qualificandosi due volte), poi passa alla Tyrrell. Otterrà un settimo posto (in Germania) e tre ottavi. Nel Gran Premio di Gran Bretagna segnerà il Giro più veloce.
L'ultima sua apparizione su una monoposto di Formula 1 sarà nel corso della Race of Champions 1983, ove con una Theodore, giungerà quarto.

## Risultati completi in Formula 1
| 1975 | Scuderia | Vettura |  |  |  |  |  |  |  |  |  |    |  |    |  |    |  |  |  | Punti | Pos. |
| ---- | -------- | ------- |  |  |  |  |  |  |  |  |  | -- |  | -- |  | -- |  |  |  | ----- | ---- |
| 1975 | Lotus    | 72      |  |  |  |  |  |  |  |  |  | 16 |  | NP |  | NC |  |  |  | 0     |      |

| 1977 | Scuderia   | Vettura |  |  |  |    |    |  |  |  |  |    |  |    |    |    |  |  |  | Punti | Pos. |
| ---- | ---------- | ------- |  |  |  | -- | -- |  |  |  |  | -- |  | -- | -- | -- |  |  |  | ----- | ---- |
| 1977 | March Boro | 761 001 |  |  |  | 10 | NQ |  |  |  |  | NQ |  | NQ | SQ | NQ |  |  |  | 0     |      |

| 1981 | Scuderia | Vettura |  |  |  |    |    |     |    |    |    |    |    |    |    |    |    |  |  | Punti | Pos. |
| ---- | -------- | ------- |  |  |  | -- | -- | --- | -- | -- | -- | -- | -- | -- | -- | -- | -- |  |  | ----- | ---- |
| 1981 | Toleman  | TG181   |  |  |  | NQ | NQ | NPQ | NQ | NQ | NQ | NQ | NQ | NQ | 10 | NQ | NQ |  |  | 0     |      |

| 1982 | Scuderia       | Vettura |    |    |     |     |     |   |   |    |     |   |    |   |     |    |     |   |  | Punti | Pos. |
| ---- | -------------- | ------- | -- | -- | --- | --- | --- | - | - | -- | --- | - | -- | - | --- | -- | --- | - |  | ----- | ---- |
| 1982 | Arrows Tyrrell | A4 011  | NQ | NQ | Rit | Rit | Rit | 8 | 9 | NC | Rit | 8 | 10 | 7 | Rit | 11 | Rit | 8 |  | 0     |      |

| Legenda | 1º posto     | 2º posto | 3º posto    | A punti         | Senza punti/Non class.  | Grassetto – Pole position Corsivo – Giro più veloce |
| Legenda | Squalificato | Ritirato | Non partito | Non qualificato | Solo prove/Terzo pilota | Grassetto – Pole position Corsivo – Giro più veloce |